# Franz Klammer
Franz Klammer (ur. 3 grudnia 1953 w Mooswald) – austriacki narciarz alpejski, mistrz olimpijski, trzykrotny medalista mistrzostw świata oraz pięciokrotny zdobywca Małej Kryształowej Kuli w klasyfikacji zjazdu Pucharu Świata.

## Kariera
Pierwszy sukces w karierze Franz Klammer osiągnął w 1972 roku, kiedy został wicemistrzem Austrii w biegu zjazdowym. Wkrótce zadebiutował w zawodach Pucharu Świata, zajmując 16 grudnia 1972 roku w Val Gardena piąte miejsce w zjeździe. W kolejnych startach ośmiokrotnie plasował się w czołowej dziesiątce, w tym 3 lutego 1973 roku w St. Anton am Arlberg po raz pierwszy stanął na podium; w zjeździe był drugi za Bernhardem Russim ze Szwajcarii. W sezonie 1972/1973 jeszcze dwa razy znalazł się na podium: 11 lutego w Sankt Moritz był trzeci w zjeździe, a 2 marca 1973 roku w Mont-Sainte-Anne zajął trzecie miejsce w gigancie. Dało mu to ósme miejsce w klasyfikacji generalnej, czwarte w klasyfikacji zjazdu i dziewiąte w gigancie. Sezon 1973/1974 zaczął od zajęcia trzeciego miejsca w zjeździe 10 grudnia 1973 roku w Val d’Isère. W kolejnych zawodach w tej konkurencji, 22 grudnia w Schladming Klammer odniósł swoje pierwsze pucharowe zwycięstwo. Następnie trzykrotnie zajmował drugie miejsce: 6 stycznia w Garmisch-Partenkirchen, 12 stycznia w Morzine i 19 stycznia w Wengen. Dzięki temu był drugi w klasyfikacji końcowej zjazdu, przegrywając tylko ze Szwajcarem Rolandem Collombinem. W klasyfikacji generalnej był piąty, a w gigancie dziesiąty. W lutym 1974 roku brał udział w mistrzostwach świata w Sankt Moritz skąd wrócił z dwoma medalami. W kombinacji alpejskiej sięgnął po zwycięstwo, wyprzedzając bezpośrednio Polaka Andrzeja Bachledę-Curusia i Wolfganga Jungingera z RFN. Ponadto zajął drugie miejsce w zjeździe, rozdzielając na podium swego rodaka Davida Zwillinga i Williego Frommelta z Liechtensteinu.
W sezonach 1974/1975, 1975/1976, 1976/1977 i 1977/1978 Klammer dominował w zawodach Pucharu Świata w zjeździe, cztery razy z rzędu zdobywając Małą Kryształową Kulę za zwycięstwo w klasyfikacji końcowej tej konkurencji. W tym czasie łącznie 23 razy stawał na podium zjazdu, odnosząc 20 zwycięstw, dwa razy zajmując drugie i raz trzecie miejsce. W międzyczasie wystąpił na igrzyskach olimpijskich w Innsbrucku w 1976 roku, odnosząc zwycięstwo w swej koronnej konkurencji. W zawodach tych wyprzedził broniącego tytułu Bernharda Russiego 0,33 sekundy oraz Herberta Planka z Włoch o 0,86 sekundy. Na tych samych igrzyskach wystąpił także w gigancie, ale nie ukończył już pierwszego przejazdu. Bez medalu wrócił jednak z rozgrywanych dwa lata później mistrzostw świata w Garmisch-Partenkirchen. Wystąpił tam tylko w zjeździe, w którym zajął piątą pozycję, tracąc do brązowego medalisty Wernera Grissmanna z Austrii 0,31 sekundy. Ponadto w sezonach 1974/1975 i 1976/1977 Klammer zajmował trzecie miejsce w klasyfikacji generalnej PŚ, najpierw ulegając tylko Gustavowi Thöniemu z Włoch i Ingemarowi Stenmarkowi ze Szwecji, a następnie Stenmarkowi i swemu rodakowi Klausowi Heideggerowi.
Przez trzy kolejne sezony Austriak nie potrafił wrócić do formy z lat poprzednich i ani razu nie stanął na podium. Z powodu słabszej dyspozycji nie znalazł się w kadrze Austrii na igrzyska olimpijskie w Lake Placid w 1980 roku. Na kolejny sukces czekał do 6 grudnia 1981 roku, kiedy wygrał zawody Pucharu Świata w Val d'Isèr. W sezonie 1980/1981 na podium znalazł się jednak jeszcze tylko jeden raz: 16 stycznia w Kitzbühel był drugi w zjeździe. W klasyfikacji generalnej był ostatecznie czternasty, a w klasyfikacji zjazdu piąty. Wziął także udział w mistrzostwach świata w Schladming w 1982 roku, gdzie w swojej koronnej konkurencji był tym razem siódmy. Ostatnie trofeum zdobył w sezonie 1982/1983, kiedy po raz piąty w karierze zwyciężył w klasyfikacji końcowej Pucharu Świata w zjeździe. Pięciokrotnie stawał na podium, za każdym razem w zjeździe: 20 grudnia 1982 roku w Val Gardena był najlepszy, 5 grudnia w Pontresinie i 12 marca 1983 roku w Lake Louise był drugi, a 19 grudnia 1982 w Val Gardena i 28 stycznia 1983 roku w Sarajewie zajmował trzecie miejsce.
Najważniejszym punktem sezonu 1983/1984 były igrzyska olimpijskie w Sarajewie. Klammer wziął udział tylko w zjeździe, kończąc rywalizację na dziesiątej pozycji. W zawodach pucharowych trzy razy znalazł się w najlepszej trójce: 7 stycznia w Laax był drugi, 21 stycznia w Kitzbühel odniósł swoje ostatnie zwycięstwo, a 28 stycznia 1984 roku w Garmisch-Partenkirchen po raz ostatni stanął na podium zawodów PŚ zajmując trzecie miejsce w zjeździe. W klasyfikacji generalnej był ostatecznie dwudziesty, a w klasyfikacji zjazdu zajął czwarte miejsce. Startował także w sezonie 1984/1985, jednak jego najlepszym wynikiem było siódme miejsce w zjeździe wywalczone 19 stycznia 1985 roku w Wengen. Sezon ten zakończył na 52. pozycji, co było najsłabszym wynikiem w jego karierze. Wystąpił jednak na mistrzostwach świata w Bormio w lutym w 1985 roku, gdzie zjazd ukończył na piątym miejscu. W 1985 roku zakończył karierę.
W 1975 roku otrzymał nagrodę Skieur d’Or, przyznawaną przez Międzynarodowe Stowarzyszenie Dziennikarzy Narciarskich. W 1996 roku otrzymał także Odznakę Honorową za Zasługi dla Republiki Austrii. Łącznie sześciokrotnie zdobywał medale mistrzostw kraju, w tym złoty w zjeździe w 1977 roku, srebrny w 1972 roku i brązowe w latach 1974, 1978, 1981 i 1982. W latach 1975, 1976 i 1983 uznawano go za sportowca roku w Austrii.
Po 1985 roku Klammer zainteresował się wyścigami samochodowymi. Startował między innymi w serii European Touring Car Championship, zdobywając tytuł mistrza Austrii. Założył także fundację wspierającą niepełnosprawnych sportowców po tym, jak jego brat został sparaliżowany po wypadku na nartach.
W styczniu 2007 roku został wybrany na przewodniczącego lokalnego komitetu w Salzburgu, który promował kandydaturę tego miasta do organizacji Zimowych Igrzysk Olimpijskich 2014. Osiem lat wcześniej uczestniczył w podobnym projekcie dla Klagenfurt am Wörthersee zgłaszającego swą kandydaturę do organizacji Zimowych Igrzysk Olimpijskich 2006.

## Osiągnięcia

### Igrzyska olimpijskie
| Miejsce | Dzień     | Rok  | Miejscowość | Konkurencja | Czas biegu | Strata | Zwycięzca    |
| ------- | --------- | ---- | ----------- | ----------- | ---------- | ------ | ------------ |
| 1.      | 5 lutego  | 1976 | Innsbruck   | Zjazd       | 1:45,73    | -      | -            |
| DNF     | 10 lutego | 1976 | Innsbruck   | Gigant      | 3:26,97    | -      | Heini Hemmi  |
| 10.     | 16 lutego | 1984 | Sarajewo    | Zjazd       | 1:45,59    | +1,45  | Bill Johnson |

### Mistrzostwa świata
| Miejsce | Dzień       | Rok  | Miejscowość            | Konkurencja | Czas biegu | Strata | Zwycięzca         |
| ------- | ----------- | ---- | ---------------------- | ----------- | ---------- | ------ | ----------------- |
| 10.     | 5 lutego    | 1974 | Sankt Moritz           | Gigant      | 3:07,92    | +5,97  | Gustav Thöni      |
| 2.      | 9 lutego    | 1974 | Sankt Moritz           | Zjazd       | 1:56,98    | +1,03  | David Zwilling    |
| 20.     | 10 lutego   | 1974 | Sankt Moritz           | Slalom      | 1:49,98    | +9,33  | Gustav Thöni      |
| 1.      | 10 lutego   | 1974 | Sankt Moritz           | Kombinacja  | 67,88 pkt  | -      | -                 |
| 1.      | 5 lutego    | 1976 | Innsbruck              | Zjazd       | 1:45,73    | -      | -                 |
| DNF     | 10 lutego   | 1976 | Innsbruck              | Gigant      | 3:26,97    | -      | Heini Hemmi       |
| 5.      | 29 stycznia | 1978 | Garmisch-Partenkirchen | Zjazd       | 2:04,12    | +0,65  | Josef Walcher     |
| 7.      | 6 lutego    | 1982 | Schladming             | Zjazd       | 1:55,10    | +1,06  | Harti Weirather   |
| 5.      | 3 lutego    | 1985 | Bormio                 | Zjazd       | 2:06,68    | +0,96  | Pirmin Zurbriggen |

### Puchar Świata

#### Miejsca w klasyfikacji generalnej
- sezon 1972/1973: 8.
- sezon 1973/1974: 5.
- sezon 1974/1975: 3.
- sezon 1975/1976: 4.
- sezon 1976/1977: 3.
- sezon 1977/1978: 5.
- sezon 1978/1979: 51.
- sezon 1979/1980: 33.
- sezon 1980/1981: 40.
- sezon 1981/1982: 14.
- sezon 1982/1983: 18.
- sezon 1983/1984: 20.
- sezon 1984/1985: 52.

#### Zwycięstwa w zawodach
1. Schladming – 22 grudnia 1973 (zjazd)
2. Val d’Isère – 8 grudnia 1974 (zjazd)
3. Sankt Moritz – 15 grudnia 1974 (zjazd)
4. Garmisch-Partenkirchen – 5 stycznia 1975 (zjazd)
5. Wengen – 11 stycznia 1975 (zjazd)
6. Kitzbühel – 18 stycznia 1975 (zjazd)
7. Innsbruck – 26 stycznia 1975 (zjazd)
8. Jackson Hole – 9 marca 1975 (zjazd)
9. Val Gardena – 21 marca 1975 (zjazd)
10. Madonna di Campiglio – 12 grudnia 1975 (zjazd)
11. Wengen – 10 stycznia 1976 (zjazd)
12. Wengen – 11 stycznia 1976 (kombinacja)
13. Morzine – 17 stycznia 1976 (zjazd)
14. Kitzbühel – 25 stycznia 1976 (zjazd)
15. Aspen – 12 marca 1976 (zjazd)
16. Val Gardena – 17 grudnia 1976 (zjazd)
17. Val Gardena – 18 grudnia 1976 (zjazd)
18. Garmisch-Partenkirchen – 8 stycznia 1977 (zjazd)
19. Kitzbühel – 15 stycznia 1977 (zjazd)
20. Wengen – 22 stycznia 1977 (zjazd)
21. Laax – 18 lutego 1977 (zjazd)
22. Val d’Isère – 11 grudnia 1977 (zjazd)
23. Laax – 11 marca 1978 (zjazd)
24. Val d’Isère – 6 grudnia 1981 (zjazd)
25. Val Gardena – 20 grudnia 1982 (zjazd)
26. Kitzbühel – 21 stycznia 1984 (zjazd)

- 26 zwycięstw (25 zjazdów i 1 kombinacja)

#### Pozostałe miejsca na podium
1. St. Anton am Arlberg – 3 lutego 1973 (zjazd) – 2. miejsce
2. Sankt Moritz – 11 lutego 1973 (zjazd) – 3. miejsce
3. Mont-Sainte-Anne – 2 marca 1973 (gigant) – 3. miejsce
4. Val d’Isère – 10 grudnia 1973 (zjazd) – 3. miejsce
5. Garmisch-Partenkirchen – 6 stycznia 1974 (zjazd) – 2. miejsce
6. Morzine – 12 stycznia 1974 (zjazd) – 2. miejsce
7. Wengen – 19 stycznia 1974 (zjazd) – 2. miejsce
8. Kitzbühel – 19 stycznia 1975 (kombinacja) – 3. miejsce
9. Wengen – 9 stycznia 1976 (zjazd) – 2. miejsce
10. St. Anton am Arlberg – 18 lutego 1977 (kombinacja) – 3. miejsce
11. Val Gardena – 18 grudnia 1977 (zjazd) – 3. miejsce
12. Laax – 10 marca 1978 (zjazd) – 2. miejsce
13. Kitzbühel – 16 stycznia 1982 (zjazd) – 2. miejsce
14. Laax – 5 grudnia 1982 (zjazd) – 2. miejsce
15. Val Gardena – 19 grudnia 1982 (zjazd) – 3. miejsce
16. Sarajewo – 28 stycznia 1983 (zjazd) – 3. miejsce
17. Lake Louise – 12 marca 1983 (zjazd) – 2. miejsce
18. Laax – 7 stycznia 1984 (zjazd) – 2. miejsce
19. Garmisch-Partenkirchen – 28 stycznia 1984 (zjazd) – 3. miejsce